# Bundesstraße 168
Pour les articles homonymes, voir Route 168.
La Bundesstrasse 168 est une Bundesstraße du Land de Brandebourg.
Elle va d'Eberswalde à Fürstenwalde, contourne Cottbus où elle se termine avec le Bundesstraße 97 au niveau de la Bundesautobahn 15.
À travers la ville de Lieberose, la Bundesstrasse 168 s'étend sur environ 1,5 km avec la Bundesstraße 320.

## Source
- (de) Cet article est partiellement ou en totalité issu de l’article de Wikipédia en allemand intitulé « Bundesstraße 168 » (voir la liste des auteurs).

1. ↑  (de) « Die Bundes- und Reichsstraßen in Deutschland - Nr. 166 bis 327 » [archive du 18 février 2009], sur home.arcor.de (consulté le 16 juillet 2025)